# Уотерман, Андерсон
Андерсон Уильямс Уотерман (англ. Anderson Williams Waterman; 6 апреля, 1886, Лондон — 4 марта 1969, Мельбурн), настоящее имя Арчибальд Томас Уотерман (англ. Archibald Thomas Waterman) — английский футболист, голкипер.

## Карьера
Андерсон Уотерман родился в Лондоне в районе Вестминстер в семье сборщика налогов Уильяма Эдварда Уотермана (1858—1915) и домохозяйки Джейн Хейс (1857—1915). Помимо него в семье был еще один старший сын — Уильям Артур. Андерсон начал учиться на бухгалтера, позже став членом престижной Ассоциации дипломированных бухгалтеров. В июне 1906 года он прибыл в Бразилию на пароходе Магдалена да Мала Реал Инглеса, чтобы работать на судоходную компанию в Рио-де-Жанейро. В том же году он дебютировал в составе «Флуминенсе» 12 августа 1906 года матче с командой «Рио-Крикет» (2:1). Уотерман вышел на поле, заменив в воротах команды своего соотечественника, Уолтера Френсиса, уехавшего на родину. В первом же сезоне голкипер выиграл титул чемпиона штата Рио-де-Жанейро, а затем ещё три года подряд повторял это достижение. В 1910 году Уотерман покинул клуб. Последний матч в составе «Флуминенсе» голкипер провёл 25 сентября 1910 года против клуба «Ботафого», в котором его команда проиграла 1:6. А всего в составе команды Андерсон сыграл 51 матч (37 побед, 8 ничьих и 6 поражений), в которых пропустил 69 голов, а также забил один гол: 5 июля 1908 года он с пенальти поразил ворота «Риашуэлу» (11:0), став первым вратарем в истории клуба, забившим гол.
В 1912 году Уотерман возвратился в Англию. Во время Первой мировой войны он служил телеграфистом в Королевском военно-морском флоте. В 1950 году он, вместе с женой, уехал в Австралию, куда за 11 лет до этого уехала их дочь, вышедшая замуж за одного из наследников известной мельбурнской семьи Лейкоков. Они поселились в пригороде Мельбурна Кью Ист, где и прожили всю оставшуюся жизнь. 4 марта 1969 года Уотерман умер в Мельберне. Его тело было кремировано, а прах через два дня был захоронен на кладбище Спрингвейл.

## Достижения
- Чемпион штата Рио-де-Жанейро: 1906, 1907, 1908, 1909

## Личная жизнь
Уотерман 28 февраля 1910 года женился на Флоренс Кроутер (1885—1973), дочери торговца шерстью в родном районе Вестминстере. У них была дочь Мэри Эйлин. 